# Sint-Georgiuskerk (Suawoude)
De Sint-Georgiuskerk is een kerkgebouw in Suawoude in de Nederlandse provincie Friesland.

## Beschrijving
De kerk was oorspronkelijk gewijd aan Sint-Georgius. Het schip heeft nog delen van tufsteen van een voorganger uit de 12e eeuw. Rond 1580 en in 1632 is de kerk hersteld. De toren stortte op 22 maart 1828 in. De toren werd in 1835 herbouwd, maar in 1888 afgebroken om plaats te maken voor de huidige toren. In de met leien beklede toren van twee geledingen hangt een door Hans Falck gegoten klok (1617). In 1862 werden de meeste spitsboogvensters vervangen door rondboogvensters en kreeg de kerk een ingang in de westgevel. In 1922 een uitbreiding met een transept. De kruiskerk is wit gepleisterd. Het orgel uit 1884 is gemaakt door Bakker & Timmenga.

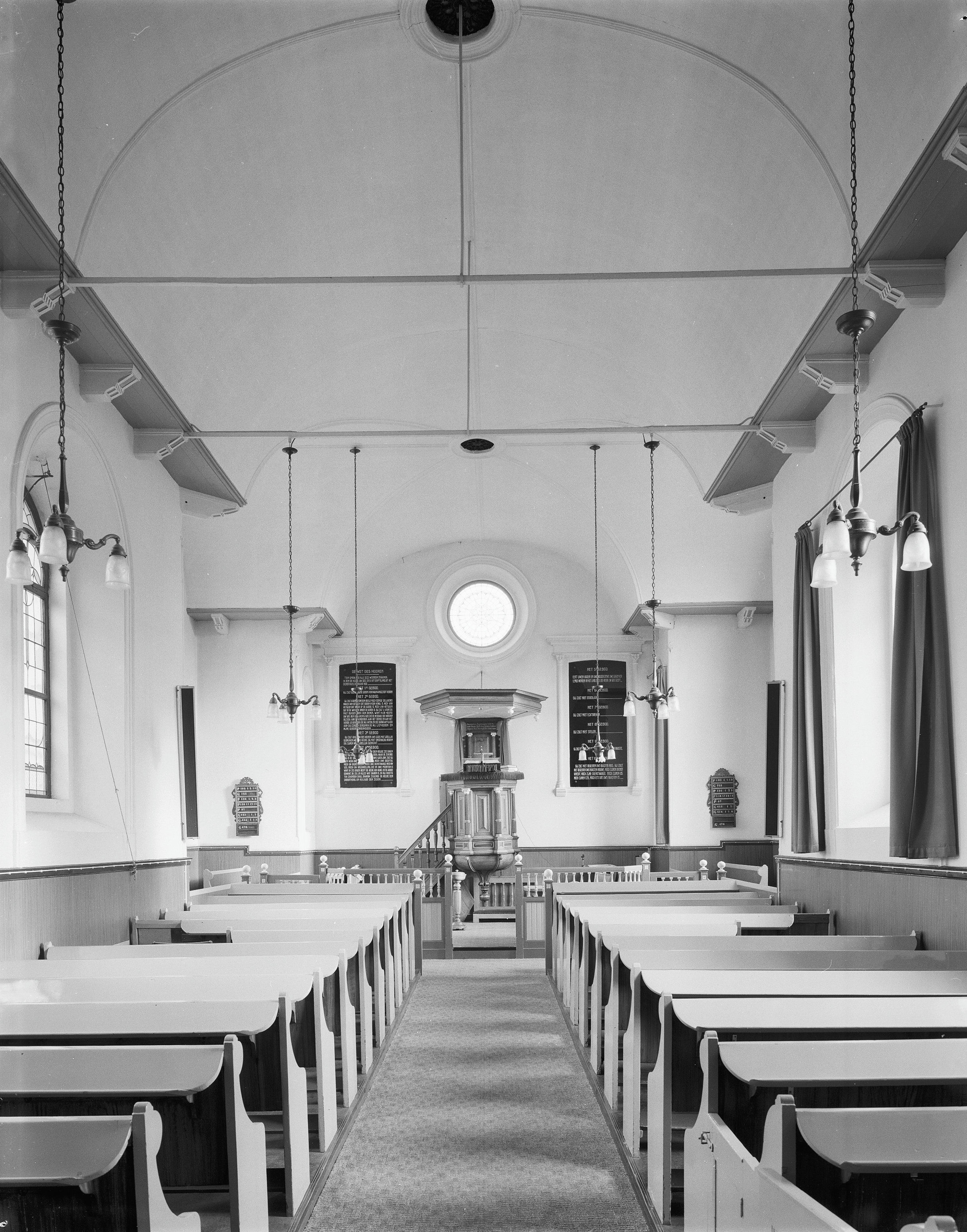
Interieur met preekstoel
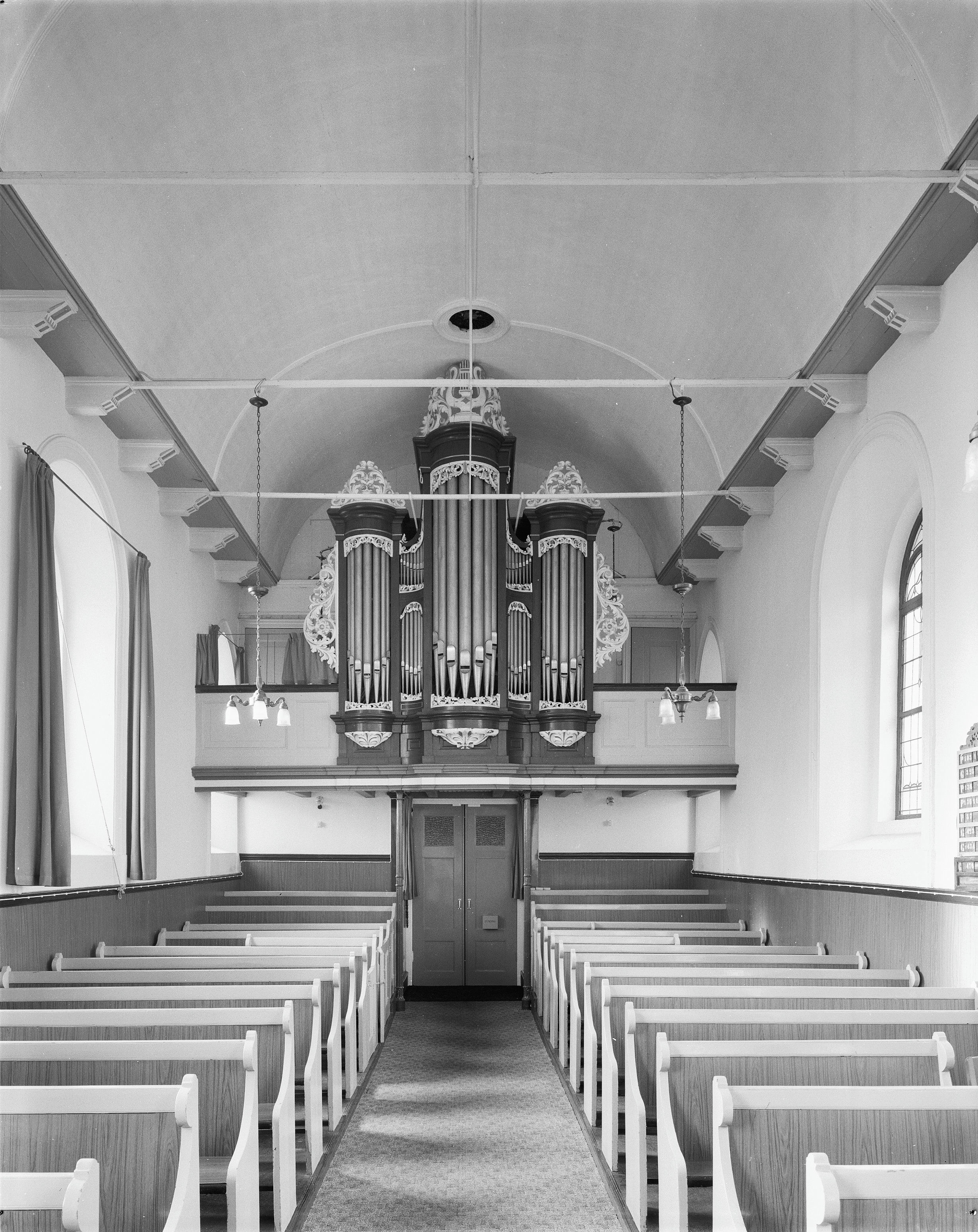
Interieur met orgel (1984)